# Segundo levantamiento de Cornualles de 1497
El segundo levantamiento de Cornualles es el nombre dado al levantamiento de Cornualles de septiembre de 1497 cuando el pretendiente al trono Perkin Warbeck desembarcó en la bahía de Whitesand, cerca de Land's End, el 7 de septiembre con solo 120 hombres en dos barcos.
Warbeck había visto el potencial de los disturbios de Cornualles en la rebelión de Cornualles de 1497 a pesar de que los córnicos habían sido derrotados en la Batalla de Blackheath el 17 de junio de 1497. Warbeck proclamó que pondría fin a los exorbitantes impuestos para ayudar a combatir una guerra contra Escocia y fue muy bien recibido en Cornualles. Su esposa, Lady Catherine Gordon, fue dejada en la seguridad del Monte St Michael's y cuando decidió atacar Exeter, sus partidarios lo declararon "Ricardo IV" en Bodmin Moor. La mayoría de los aristócratas de Cornualles apoyó la causa de Warbeck después de su revés previamente en junio de ese año y el 17 de septiembre un ejército de Cornualles de unos 6.000 soldados entró en Exeter, donde las murallas sufrieron graves daños, antes de avanzar en Taunton.
Enrique VII de Inglaterra envió a su general Giles Daubeney, I Barón Daubeney para atacar a los córnicos, y cuando Warbeck se enteró de que los exploradores del rey estaban en Glastonbury, entró en pánico y desertó de su ejército. Warbeck fue capturado en la Abadía de Beaulieu en Hampshire, donde se rindió. Enrique VII llegó a Taunton el 4 de octubre de 1497, donde recibió la rendición del resto del ejército de Cornualles. Los cabecillas fueron ejecutados y otros fueron multados con un total de 13.000 libras. "El rey Ricardo" fue encarcelado, primero, en Taunton y luego en Londres, donde fue "desfilado por las calles a caballo en medio de mucha burla y escarnio de los ciudadanos". El 23 de noviembre de 1499, Warbeck fue arrastrado por un obstáculo desde la Torre de Londres a Tyburn, Londres, donde leyó una 'confesión' y fue ahorcado.